# Nuno Marques
Nuno Marques (* 9. April 1970 in Porto) ist ein ehemaliger portugiesischer Tennisspieler.

## Leben
Marques stand 1986 im Achtelfinale des Juniorenturniers der French Open sowie im Viertelfinale der Juniorenturniere von Wimbledon und der US Open. Im darauf folgenden Jahr stand er in bei den French Open sowohl im Einzel wie auch im Doppel im Viertelfinale der Juniorenkonkurrenz. Als Tennisprofi feierte er seine Erfolge vor allem auf der ATP Challenger Tour, wo er im Laufe seiner Karriere fünf Einzeltitel und 19 Doppeltitel erringen konnte. Nachdem er 1995 in Newport und 1996 in Bournemouth jeweils im Doppelfinale unterlegen war, gewann er 1997 an der Seite seines Landsmanns João Cunha e Silva in Casablanca seinen ersten und einzigen Doppeltitel auf der ATP World Tour gegen die beiden Lokalmatadoren Karim Alami und Hicham Arazi. Seine höchste Notierung in der Tennis-Weltrangliste erreichte er 1995 mit Position 86 im Einzel sowie 1997 mit Position 58 im Doppel.
Seine besten Einzelergebnisse bei Grand-Slam-Turnieren waren das Erreichen der zweiten Runde der Australian Open, der French Open und der US Open. In der Doppelkonkurrenz erreichte er 2000 an der Seite von Tom Vanhoudt das Viertelfinale der Australian Open.
Marques spielte zwischen 1986 und 2002 39 Einzel- sowie 19 Doppelpartien für die portugiesische Davis-Cup-Mannschaft. Sein größter Erfolg mit der Mannschaft war die Teilnahme an der ersten Runde der Weltgruppe 1994. Bei der Niederlage gegen Kroatien verlor er seine beiden Einzelpartien gegen Igor Šarić und Goran Ivanišević sowie das Doppel. Bei den Olympischen Sommerspielen 2000 trat er im Doppel für Portugal an. An der Seite von Bernardo Mota schied er jedoch bereits in der ersten Runde gegen das Doppel der Bahamas aus.

## Erfolge
| Legende                       |
| Grand Slam                    |
| Tennis Masters Cup            |
| ATP Masters Series            |
| ATP International Series Gold |
| ATP International Series (1)  |
| ATP Challenger Tour (24)      |

### Einzel

#### Turniersiege
| Nr. | Datum             | Turnier    | Belag     | Finalgegner          | Ergebnis      |
| --- | ----------------- | ---------- | --------- | -------------------- | ------------- |
| 1.  | 13. März 1989     | Madeira    | Hartplatz | Jeremy Bates         | 6:3, 6:3      |
| 2.  | 20. März 1989     | Vilamoura  | Hartplatz | Alex Antonitsch      | 6:1, 4:6, 6:3 |
| 3.  | 4. September 1995 | Azoren (1) | Hartplatz | Wayne Black          | 3:6, 6:3, 6:2 |
| 4.  | 2. September 1996 | Azoren (2) | Hartplatz | Luis-Enrique Herrera | 6:7, 6:4, 6:4 |
| 5.  | 28. Oktober 1996  | Ahmedabad  | Sand      | Eyal Ran             | 6:3, 6:1      |

### Doppel

#### Turniersiege

##### ATP Tour
| Nr. | Datum         | Turnier    | Belag | Partner            | Finalgegner              | Ergebnis |
| --- | ------------- | ---------- | ----- | ------------------ | ------------------------ | -------- |
| 1.  | 24. März 1997 | Casablanca | Sand  | João Cunha e Silva | Karim Alami Hicham Arazi | 7:6, 6:2 |

##### Challenger Tour
| Nr. | Datum              | Turnier                | Belag     | Partner            | Finalgegner                          | Ergebnis      |
| --- | ------------------ | ---------------------- | --------- | ------------------ | ------------------------------------ | ------------- |
| 1.  | 25. Februar 1991   | Guadeloupe             | Hartplatz | João Cunha e Silva | Olivier Delaître Rodolphe Gilbert    | 6:3, 6:1      |
| 2.  | 16. Mai 1994       | Budapest (1)           | Hartplatz | João Cunha e Silva | Gábor Köves László Markovits         | 6:7, 6:4, 7:6 |
| 3.  | 6. Juni 1994       | Weiden (1)             | Sand      | Tommy Ho           | Eyal Ran Gabriel Silberstein         | 6:3, 6:1      |
| 4.  | 17. Oktober 1994   | Guayaquil              | Sand      | João Cunha e Silva | Matt Lucena Richard Schmidt          | 7:6, 6:4      |
| 5.  | 6. März 1995       | Garmisch-Partenkirchen | Hartplatz | Lionel Barthez     | Mathias Huning Dick Norman           | 7:6, 7:6      |
| 6.  | 15. Mai 1995       | Dresden                | Sand      | Matt Lucena        | Mike Bauer Jon Ireland               | 6:1, 6:4      |
| 7.  | 20. Mai 1996       | Budapest (2)           | Hartplatz | Tom Vanhoudt       | Eyal Ran Laurence Tieleman           | 6:4, 6:1      |
| 8.  | 29. Juli 1996      | Meran                  | Sand      | João Cunha e Silva | Cristian Brandi Filippo Messori      | 6:1, 6:4      |
| 9.  | 12. August 1996    | Alicante               | Sand      | José Antonio Conde | Julián Alonso Emilio Sánchez Vicario | 6:4, 7:5      |
| 10. | 16. September 1996 | Porto                  | Sand      | Emanuel Couto      | Bernardo Mota Jimy Szymanski         | 6:7, 6:3, 7:5 |
| 11. | 31. März 1997      | Barletta               | Sand      | Tom Vanhoudt       | Alberto Martín Albert Portas         | 6:3, 6:4      |
| 12. | 19. Mai 1997       | Budapest (3)           | Sand      | Tom Vanhoudt       | Aleksandar Kitinov Greg Van Emburgh  | 2:6, 6:4, 6:3 |
| 13. | 4. August 1997     | Segovia                | Hartplatz | João Cunha e Silva | Juan Ignacio Carrasco Brian Eagle    | 6:7, 6:2, 6:4 |
| 14. | 6. Oktober 1997    | Barcelona              | Hartplatz | Tamer El Sawy      | Dinu Pescariu Davide Sanguinetti     | 6:1, 6:2      |
| 15. | 8. Juni 1998       | Weiden (2)             | Sand      | Nenad Zimonjić     | Simon Aspelin Chris Tontz            | 6:4, 3:6, 6:3 |
| 16. | 6. Juli 1998       | Oberstaufen            | Sand      | Rogier Wassen      | Omar Camporese Dušan Vemić           | 7:6, 7:6      |
| 17. | 8. Februar 1999    | Lucknow                | Rasen     | Tom Vanhoudt       | Marcos Ondruska Andrew Richardson    | 6:4, 5:7, 6:1 |
| 18. | 12. Juli 1999      | Graz                   | Sand      | Tom Vanhoudt       | Albert Portas Germán Puentes         | 6:2, 6:2      |
| 19. | 13. März 2000      | Lissabon               | Sand      | João Cunha e Silva | Salvador Navarro Tommy Robredo       | 7:5, 6:4      |

#### Finalteilnahmen
| Nr. | Datum             | Turnier     | Belag | Partner          | Finalgegner                       | Ergebnis |
| --- | ----------------- | ----------- | ----- | ---------------- | --------------------------------- | -------- |
| 1.  | 10. Juli 1995     | Newport     | Rasen | Paul Kilderry    | Jörn Renzenbrink Markus Zoecke    | 1:6, 2:6 |
| 2.  | 9. September 1996 | Bournemouth | Sand  | Rodolphe Gilbert | Marc-Kevin Goellner Greg Rusedski | 3:6, 6:7 |